# Федоров Ігор Васильович
Ігор Васильович Федоров (8 червня 1954, Ішків, Тернопільська область) — український військовик. Генерал-майор. Перший заступник начальника штабу Сухопутних військ Збройних Сил України. Начальник штабу — перший заступник командувача Південного оперативного командування. В.о. командувача Південним оперативним командуванням (2012). Начальник штабу - перший заступник командувача військами ОК "Південь", Головний оперативний черговий - заступник начальника Головного командного центру Збройних Сил України

## Життєпис
Народився 8 червня 1954 року в селі Ішків, нині Тернопільського району, на Тернопільщині. У 1972 році закінчив Київське суворовське училище. У 1976 році закінчив Київське вище загальновійськове командне училище ім. М. В. Фрунзе. Військову академію ім. М. Фрунзе (1989). Академія Збройних Сил України (1999).
Служив командиром танкового та механізованого взводу в Київському військовому окрузі, Ленінградському військовому окрузі. Був командиром комендантської роти Ленінградського військового округу. Начальник штабу — заступник командира мотострілецького батальйону, командир кадру мотострілецького батальйону. Начальник оперативного відділення — заступник начальника штабу, згодом командира мотострілецького полку Прикарпатського військового округу.
З 19 січня 1992 року у Збройних Силах України. З 1992 року — командир полку, з 1994 року — начальник щтабу — перший заступник командира танкової дивізії Північного оперативного командування. З 1999 року — начальник штабу-перший заступник начальника Головного управління бойової підготовки Командування Сухопутних військ Збройних Сил України. З серпня 2006 року — перший заступник начальника штабу Сухопутних військ Збройних Сил України. В подальшому, начальник штабу — перший заступник командувача Південного оперативного командування, в.о. командувача Південного оперативного командуванням.

## Участь у миротворчих операціях
- Міжнародні сили з підтримки миру в Косово — КФОР (2003);
- Українська миротворча місія в Іраку (2003–2005);
- Українська миротворча місія в Ліберії (2005);
- Тимчасові сили ООН у Лівані (2006).
- АТО (грудень 2014 — листопад 2016), керівник сектору "М", командувач ОТУ сектору "М", начальник штабу-перший заступник керівника АТО)

## Нагороди та відзнаки
- Орден Богдана Хмельницького II ступеня (2.12.2016) — За особистий внесок у зміцнення обороноздатності Української держави, мужність, самовідданість і високий професіоналізм, виявлені під час виконання військового обов’язку, та з нагоди Дня Збройних Сил України[1]
- Орден Богдана Хмельницького III ступеня (2013)[2]
- Орден Данила Галицького (2008)[3]